# Orange County Stunners 2023
Questa voce raccoglie le informazioni riguardanti gli Orange County Stunners nelle competizioni ufficiali della stagione 2023.

## Stagione
Gli Orange County Stunners partecipano al loro quinto campionato NVA. Dopo aver ottenuto un secondo in National Conference, ai play-off scudetto superano il Team Freedom ai quarti di finale e i Texas Tyrants in semifinale, conquistando il secondo scudetto della propria storia vincendo la finale contro i San Diego Wild.

## Organigramma societario
Area direttiva
- Presidente: ?

Area tecnica
- Allenatore: Matthew Prosser

## Rosa
| N° | Nome               | Ruolo | Data di nascita  | Nazionalità sportiva |
| -- | ------------------ | ----- | ---------------- | -------------------- |
| 1  | Spencer Olivier    | S     | 5 gennaio 1999   | Stati Uniti          |
| 2  | Calvin Sanborn     | S     | 4 novembre 1999  | Stati Uniti          |
| 3  | Shayne Beamer      | C     | 1º maggio 1995   | Stati Uniti          |
| 4  | Tanner Woods       | O     | 30 marzo 1998    | Stati Uniti          |
| 5  | Cody Caldwell      | S     | 28 marzo 1993    | Stati Uniti          |
| 6  | Corey Chavers      | S     | 17 gennaio 1997  | Stati Uniti          |
| 7  | Logan Zotovich     | P     | 17 novembre 1995 | Stati Uniti          |
| 8  | Edward Moushikhian | S     | 8 luglio 1994    | Stati Uniti          |
| 9  | Nicholas West      | C     | 9 ottobre 1991   | Stati Uniti          |
| 10 | Dillon Emery       | O     | 29 giugno 1991   | Stati Uniti          |
| 11 | Damani Lenore      | O     | 8 settembre 1994 | Stati Uniti          |
| 12 | Kevin Gear         | C     | 6 dicembre 1994  | Stati Uniti          |
| 14 | Joshua Nehls       | S     | 13 luglio 1994   | Stati Uniti          |
| 15 | Ignacio Roberts    | P     | 28 maggio 1997   | Argentina            |
| 18 | Matthew Hilling    | S     | 21 maggio 1993   | Stati Uniti          |
| 22 | Nicholas Amado     | C     | 25 gennaio 1995  | Stati Uniti          |
| 25 | Dylan Shigekawa    | L     | 17 marzo 1992    | Stati Uniti          |
| 27 | Hui Ding           | L     | 24 giugno 1989   | Cina                 |
| 28 | Grant Marocchi     | C     | 17 gennaio 1997  | Stati Uniti          |
| 42 | Jaylen Jasper      | O     | 5 marzo 1999     | Stati Uniti          |

## Statistiche

### Statistiche di squadra
| Competizione | Punti | In casa | In casa | In casa | In trasferta | In trasferta | In trasferta | Totale | Totale | Totale |
| Competizione | Punti | G       | V       | P       | G            | V            | P            | G      | V      | P      |
| ------------ | ----- | ------- | ------- | ------- | ------------ | ------------ | ------------ | ------ | ------ | ------ |
| NVA          | 23    | -       | -       | -       | -            | -            | -            | 13     | 11     | 2      |
| Totale       | -     | -       | -       | -       | -            | -            | -            | 13     | 11     | 2      |

G = partite giocate; V = partite vinte; P = partite perse

### Statistiche dei giocatori
Dati non disponibili.